# Ernest Rutherford
Ernest Rutherford, 1e Baron Rutherford of Nelson (Brightwater, 30 augustus 1871 – Cambridge (Verenigd Koninkrijk), 19 oktober 1937) was een Nieuw-Zeelands-Britse natuur- en scheikundige. Hij wordt ook wel de vader van de kernfysica genoemd. Hij pionierde de baantheorie van het atoom door de ontdekking van de verstrooiing van Rutherford.

## Levensloop
Rutherford was de vierde van twaalf kinderen uit het huwelijk van James Rutherford (1838-1928) en Martha Thompson (1842-1935). Toen hij zestien jaar oud was won hij een beurs voor het Nelson College, waar hij uitblonk op academisch niveau. Op zijn negentiende kreeg hij een studiebeurs voor het Canterbury College, dat tegenwoordig de Universiteit van Canterbury heet. Een replica van zijn laboratorium staat in het Christchurch Arts Centre in Christchurch.
In Canterbury ontmoette Rutherford Mary Georgina Newton (1876-1945), de vrouw die in 1900 zijn echtgenote zou worden. Ze was dochter van de weduwe bij wie hij als student in de kost verbleef. Later kregen ze een dochter, Eileen Mary (1901-1930), die in 1921 huwde met de Britse astrofysicus Ralph Fowler.
Rutherford studeerde af in 1892 en behaalde het jaar erop zijn master in wis- en natuurkunde. Na zijn studie en twee jaar onderzoek kreeg Rutherford een studiebeurs toegewezen, die hem financieel de mogelijkheid bood naar Engeland te reizen voor een promotieonderzoek. In Cambridge besloot hij in 1896 samen te werken met de Britse natuurkundige Joseph John Thomson aan het Cavendish-laboratorium. Hij assisteerde Thomson bij diens onderzoek naar de effecten van röntgenstraling, in 1895 ontdekt door Wilhelm Röntgen, en dan vooral op de elektrische eigenschappen in gassen. Thomson en Rutherford toonden aan dat röntgenstraling in staat was gasmoleculen op te delen in elektrisch, positief geladen ionen waardoor het gas elektrisch geleidend werd.
Omdat Rutherford geen leerstoel kreeg in Cambridge, aanvaardde hij na een sollicitatie in 1898 de functie van Second MacDonald Professor of Physics aan de McGill-universiteit in het Canadese Montreal. Daar zette hij zijn onderzoek naar radioactiviteit voort en voerde hij het werk uit waarmee hij de Nobelprijs won. Rond 1907 keerde Rutherford terug naar Groot-Brittannië en werd hij benoemd tot hoogleraar in de natuurkunde aan de universiteit van Manchester. Twaalf jaar later volgde hij zijn leermeester J.J. Thompson op als directeur van het Cavendish-laboratorium te Cambridge, een positie die hij tot aan zijn overlijden behield. Als hoofd van het laboratorium begeleidde hij vele toekomstige Nobelprijswinnaars.
De laatste jaren van zijn leven diende Rutherford als president van de Academic Assistance Council, een groep die ondersteuning bood aan Joodse wetenschappers die nazi-Duitsland wilden ontvluchten.

## Werk

### Elektromagnetisme
Voor zijn promotie deed Rutherford onderzoek naar de effecten van elektromagnetische golven, geproduceerd door snel alternerende elektrische (wissel) stromen, op de magnetisatie van ijzer. In tegenstrijd met de verwachtingen ontdekte hij dat het ijzer magnetiseerde in het hoogfrequente elektromagnetische veld. Verder toonde hij aan dat elektromagnetische golven gemagnetiseerd ijzer konden demagnetiseren. Op basis van zijn waarnemingen ontwikkelde Rutherford een toestel om elektromagnetische golven te detecteren over een afstand van een paar meter en zelfs door een stenen muur heen. Later zouden andere wetenschappers, waaronder de Italiaan Guglielmo Marconi vergelijkbare principes toepassen in de ontwikkeling van radiotelegrafie.

### Radioactiviteit
Na de toevallige ontdekking van radioactiviteit in 1896 door de Franse fysicus Antoine Henri Becquerel begon Rutherford nader onderzoek te doen naar dit fenomeen. In 1898 ontdekte hij dat de straling die ontstaat bij radioactief verval van zware elementen, uit twee soorten bestaat, die hij alfa en bèta noemde. Later kwam daar nog een derde soort bij, hoogenergetische gamma-straling.
Samen met de jonge chemicus Frederick Soddy ontdekte Rutherford dat radioactiviteit een proces is waarbij atomen van een element spontaan veranderen in atomen van een ander element. Hetzelfde bleek uit onderzoek dat Harriet Brooks uitvoerde met begeleiding en een stimulerende rol van Rutherford. Deze controversiële theorie deed veel stof opwaaien, omdat wetenschappers tot die tijd ervan overtuigd waren dat atomen in elementen onveranderlijk waren. Desondanks werd Rutherford in 1903 gekozen tot lid van de Royal Society en kreeg hij in 1904 van deze sociëteit de Rumford Medal uitgereikt.
Tijdens zijn onderzoek ontdekte Rutherford dat radioactieve elementen altijd dezelfde hoeveelheid tijd nodig hadden om de helft van een monster te laten vervallen. Hiervoor introduceerde hij het begrip “halfleven” of halveringstijd. In 1904 suggereerde hij dat radioactieve elementen met een extreem lange halveringstijd een bron van energie konden zijn voor het in stand houden van de kerntemperatuur van de aarde. Dit zou een verklaring vormen voor de leeftijd van de aarde, en daarmee de tijd die benodigd is voor natuurlijke selectie zoals die door Charles Darwin in 1859 was voorgedragen.

### Atoomonderzoek

Verschil tussen krentenbolmodel van Thomson (boven) en Rutherfords atoommodel (onder)

Het belangrijkste werk ontwikkelde Rutherford nadat hij de Nobelprijs had gekregen, namelijk de verstrooiing van alfadeeltjes door kernen: de verstrooiing van Rutherford. Na de ontdekking van radioactiviteit was hij begonnen te achterhalen wat de ware aard was van alfastraling, waarvan hij vermoedde dat het om heliumkernen ging. Aan McGill was het gelukt alfadeeltjes af te buigen in elektrische en magnetische velden, waarmee hij aantoonde dat de deeltjes een positieve lading bezaten. Dit kon hij pas experimenteel bewijzen nadat hij in 1907 was teruggekeerd in Groot-Brittannië, waar hij de beschikking kreeg over het ultramoderne laboratorium van de natuurkundefaculteit in Manchester.
Samen met zijn assistenten Hans Geiger en Ernest Marsden bouwde Rutherford een meetinstrument waarmee hij het aantal alfadeeltjes kon tellen dat van een radioactieve bron afkwam. Het instrument bestond uit een fluorescerende plaat van zinksulfide dat alfadeeltjes zichtbaar maakt als lichtflitsjes. Met dit onderzoek wist hij in 1908 het bewijs te verkrijgen dat een alfadeeltje inderdaad een heliumkern was. Deze experimenten leidden tot een meting van de positieve elektrische lading (2e = 9,3×10−10 esu (elektrostatische eenheid)). Tijdens dit onderzoek had hij echter opgemerkt dat sommige alfadeeltjes, als ze door het dunne metalen plaatje dat het telinstrument afsloot, werden geleid, een heel klein beetje werden afgebogen van hun rechte pad. Deze verstrooiing was een raadsel voor Rutherford, omdat ze in tegenspraak was met het 'plumpuddingmodel' van Thomson.
Om dit verschijnsel nader te bestuderen liet Rutherford zijn assistenten Geiger en Marsden in 1908 alfadeeltjes afvuren op een dunne goudfolie. De meeste alfadeeltjes gingen er dwars doorheen, maar een klein aantal (1 op de 8000) werd teruggekaatst. Het leek alsof ze tegen iets hards waren gebotst, dat er binnen de goudatomen iets verscholen lag dat hard en massief genoeg was om de alfadeeltjes af te stoten. Op basis van deze waarneming stelde hij in 1911 zijn atoommodel op. Volgens hem bestond een atoom uit een zeer kleine positief geladen kern, de nucleus genoemd, waar de elektronen omheen cirkelen. In 1912 voegde Niels Bohr zich in Manchester bij hem. Bohr combineerde Rutherfords atoomtheorie met de kwantumtheorie van Max Planck en vormde zo de grondslag voor de moderne kernfysica.
In 1917 toonde Rutherford aan dat stikstof in zuurstof veranderd kan worden door dit element te bestralen met alfastraling: {\displaystyle {\ce {^14N + \alpha -> ^17O +p}}}. Hiermee was hij de eerste persoon die kunstmatig een atoom liet transmuteren. In 1920 voorspelde hij het bestaan van een neutraal kerndeeltje. Dit neutrale deeltje, of neutron, werd in 1932 door de in Cambridge werkzame natuurkundige James Chadwick inderdaad ontdekt, waarvoor Chadwick drie jaar later de Nobelprijs voor de Natuurkunde ontving.
In 1934 ontdekte Rutherford het waterstofisotoop tritium, terwijl hij onderzoek deed aan de botsing tussen twee deuteriumkernen waarbij een tritiumkern (triton) en een proton werden gevormd. Hij probeerde vervolgens tritium in water te detecteren maar slaagde daar voor zijn overlijden niet meer in.

## Erkenning
In 1908, het jaar waarin Rutherford erin slaagde een atoom te isoleren, ontving hij de Nobelprijs voor de Scheikunde voor “zijn onderzoek naar het uiteenvallen van elementen en de scheikunde van radioactieve substanties”. Eerder kreeg Rutherford al de Rumford Medal (1904), en vervolgens de Matteucci Medal (1913), de Copley Medal (1922) en de Faraday Medal (1930).
Als erkenning voor zijn verdiensten werd Rutherford in 1914 in Nieuw-Zeeland in de adelstand verheven en mocht zich daarna Lord Rutherford of Nelson noemen. Hij is afgebeeld op het honderd-dollarbiljet van Nieuw-Zeeland met een deel van zijn laboratoriumuitrusting op de achtergrond.
Daarnaast is het chemisch element rutherfordium naar hem genoemd, alsmede de planetoïde (1249) Rutherfordia.

## Publicaties
- Radio-activity (1904), 2e ed. (1905), ISBN 978-1-60355-058-1
- Radioactive Transformations (1906), ISBN 978-1-60355-054-3
- Radioactive Substances and their Radiations (1919)
- The Electrical Structure of Matter (1926)
- Radiations from Radioactive Substances (1930, met J. Chadwick en C.D. Ellis)
- The Artificial Transmutation of the Elements (1933)
- The Newer Alchemy (1937)

## Verwijzing naar Rutherford door Arthur Conan Doyle
Sir Arthur Conan Doyle is een van de leerlingen geweest van Rutherford. Rutherford heeft zo'n invloed op hem gehad dat Doyle, toen hij later schrijver werd, naar hem verwees met zijn personage professor Challenger in een van zijn bekendste boeken (naast die over Sherlock Holmes) The lost world.
1901: Van 't Hoff ·
1902: E. Fischer ·
1903: Arrhenius ·
1904: Ramsay ·
1905: Baeyer ·
1906: Moissan ·
1907: Buchner ·
1908: Rutherford ·
1909: Ostwald ·
1910: Wallach ·
1911: Curie ·
1912: Grignard, Sabatier ·
1913: Werner ·
1914: Richards ·
1915: Willstätter ·
1918: Haber ·
1920: Nernst ·
1921: Soddy ·
1922: Aston ·
1923: Pregl ·
1925: Zsigmondy ·
1926: Svedberg ·
1927: Wieland ·
1928: Windaus ·
1929: Harden, Euler-Chelpin ·
1930: H. Fischer · 
1931: Bosch, Bergius ·
1932: Langmuir ·
1934: Urey ·
1935: F. Joliot-Curie, I. Joliot-Curie ·
1936: Debye ·
1937: Haworth, Karrer ·
1938: Kuhn ·
1939: Butenandt, Ružička ·
1943: Hevesy · 
1944: Hahn ·
1945: Virtanen ·
1946: Sumner, Northrop, Stanley ·
1947: Robinson · 
1948: Tiselius · 
1949: Giauque ·
1950: Diels, Alder ·
1951: McMillan, Seaborg ·
1952: Martin, Synge ·
1953: Staudinger ·
1954: Pauling ·
1955: Vigneaud ·
1956: Hinshelwood, Semjonov ·
1957: Todd ·
1958: Sanger ·
1959: Heyrovský ·
1960: Libby ·
1961: Calvin ·
1962: Perutz, Kendrew ·
1963: Ziegler, Natta ·
1964: Hodgkin ·
1965: Woodward ·
1966: Mulliken ·
1967: Eigen, Norrish, Porter ·
1968: Onsager ·
1969: Barton, Hassel ·
1970: Leloir ·
1971: Herzberg ·
1972: Anfinsen, Moore, Stein · 
1973: E.O. Fischer, Wilkinson · 
1974: Flory ·
1975: Cornforth, Prelog ·
1976: Lipscomb ·
1977: Prigogine · 
1978: Mitchell ·
1979: Brown, Wittig ·
1980: Berg, Gilbert, Sanger ·
1981: Fukui, Hoffmann ·
1982: Klug ·
1983: Taube ·
1984: Merrifield ·
1985: Hauptman, Karle ·
1986: Herschbach, Lee, Polanyi ·
1987: Cram, Lehn, Pedersen ·
1988: Deisenhofer, Huber, Michel ·
1989: Altman, Cech ·
1990: Corey ·
1991: Ernst ·
1992: Marcus ·
1993: Mullis, Smith ·
1994: Olah ·
1995: Crutzen, Molina, Rowland ·
1996: Curl, Kroto, Smalley ·
1997: Boyer, Walker, Skou ·
1998: Kohn, Pople ·
1999: Zewail ·
2000: Heeger, MacDiarmid, Shirakawa ·
2001: Knowles, Noyori, Sharpless ·
2002: Fenn, Tanaka, Wüthrich ·
2003: Agre, MacKinnon ·
2004: Ciechanover, Hershko, Rose ·
2005: Grubbs, Schrock, Chauvin ·
2006: Kornberg ·
2007: Ertl ·
2008: Shimomura, Chalfie, Tsien ·
2009: Steitz, Yonath, Ramakrishnan ·
2010: Heck, Negishi, Suzuki ·
2011: Shechtman ·
2012: Kobilka, Lefkowitz ·
2013: Karplus, Levitt, Warshel ·
2014: Betzig, Hell, Moerner ·
2015: Lindahl, Modrich, Sancar ·
2016: Sauvage, Stoddart, Feringa ·
2017: Dubochet, Frank, Henderson · 
2018: Arnold, Winter, Smith ·   
2019: Goodenough, Whittingham, Yoshino ·
2020: Charpentier, Doudna ·
2021: List, MacMillan ·
2022: Bertozzi, Meldal, Sharpless ·
2023: Bawendi, Brus, Jekimov ·
2024: Baker, Hassabis, Jumper